# Campionato mondiale di scherma 2004
Il Campionato mondiale di scherma 2004 si è svolto a New York il 15 e il 16 aprile negli Stati Uniti d'America. Si disputarono solo le competizioni femminili a squadre del fioretto e della sciabola, in quanto gare non comprese nel programma olimpico di Atene 2004.

## Risultati delle gare

### Femminili
| Specialità | Oro                                                                                | Argento                                                              | Bronzo                                                                            |
| A squadre  |                                                                                    |                                                                      |                                                                                   |
| Fioretto   | Italia Margherita Granbassi Giovanna Trillini Valentina Vezzali Elisa Di Francisca | Romania Roxana Scarlat Laura Badea Cristina Stahl                    | Polonia Sylwia Gruchała Magdalena Mroczkiewicz Anna Rybicka Małgorzata Wojtkowiak |
| Sciabola   | Russia Sof'ja Velikaja Ekaterina Fedorkina Elena Nečaeva Svetlana Kormilicyna      | Stati Uniti Emma Baratta Emily Jacobson Sada Jacobson Mariel Zagunis | Francia Anne-Lise Touya Léonore Perrus Cécile Argiolas                            |

## Medagliere
| Posizione | Nazione     |   |   |   | Totale |
| --------- | ----------- | - | - | - | ------ |
| 1         | Italia      | 1 | 0 | 0 | 1      |
| 1         | Russia      | 1 | 0 | 0 | 1      |
| 3         | Romania     | 0 | 1 | 0 | 1      |
| 3         | Stati Uniti | 0 | 1 | 0 | 1      |
| 5         | Francia     | 0 | 0 | 1 | 1      |
| 5         | Polonia     | 0 | 0 | 1 | 1      |
| Totale    | Totale      | 2 | 2 | 2 | 6      |